# Zr. Ms. Karel Doorman (A833)
Zr. Ms. Karel Doorman (A 833) je rychlá podpůrná zásobovací loď nizozemského královského námořnictva. Nizozemské námořnictvo plavidlo kategorizuje jako Joint Support Ship. Loď je schopna plnit úkoly zásobování válečných lodí na moři, strategické přepravy a podpory výsadkových operací. Jedná se o dosud největší nizozemskou válečnou loď.

## Pozadí vzniku

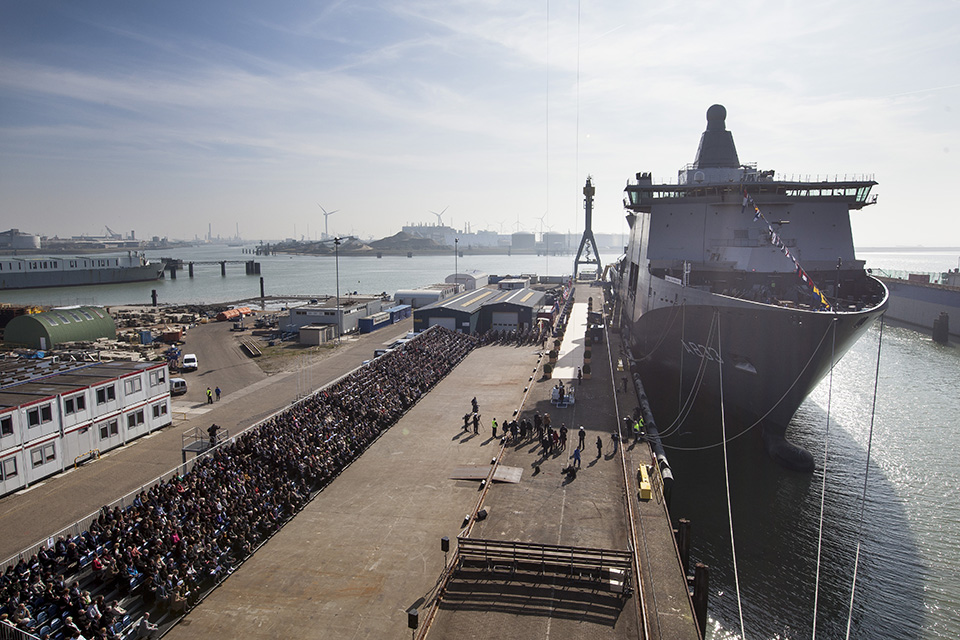
Spuštění plavidla Karel Doorman na vodu v březnu 2014

Nizozemská vláda objednala toto plavidlo u nizozemské loděnice Schelde Group jako náhradu za zásobovací lodě Zr. Ms. Amsterdam (A836) a Zr. Ms. Zuiderkruis (A832). Stavba byla zahájena roku 2011. Většinu plavidla postavila rumunská pobočka loděnice Damen Group v Galați, přičemž k vystrojení byla loď v polovině roku 2013 přesunuta do loděnice Damen ve Vlissingenu. V lednu 2014 byl na plavidlo instalován integrovaný stožár s elektronikou. V březnu 2014 byla loď spuštěna na vodu a v květnu 2014 byly zahájeny její zkoušky. Do operační služby byla přijata dne 29. dubna 2015.

## Konstrukce

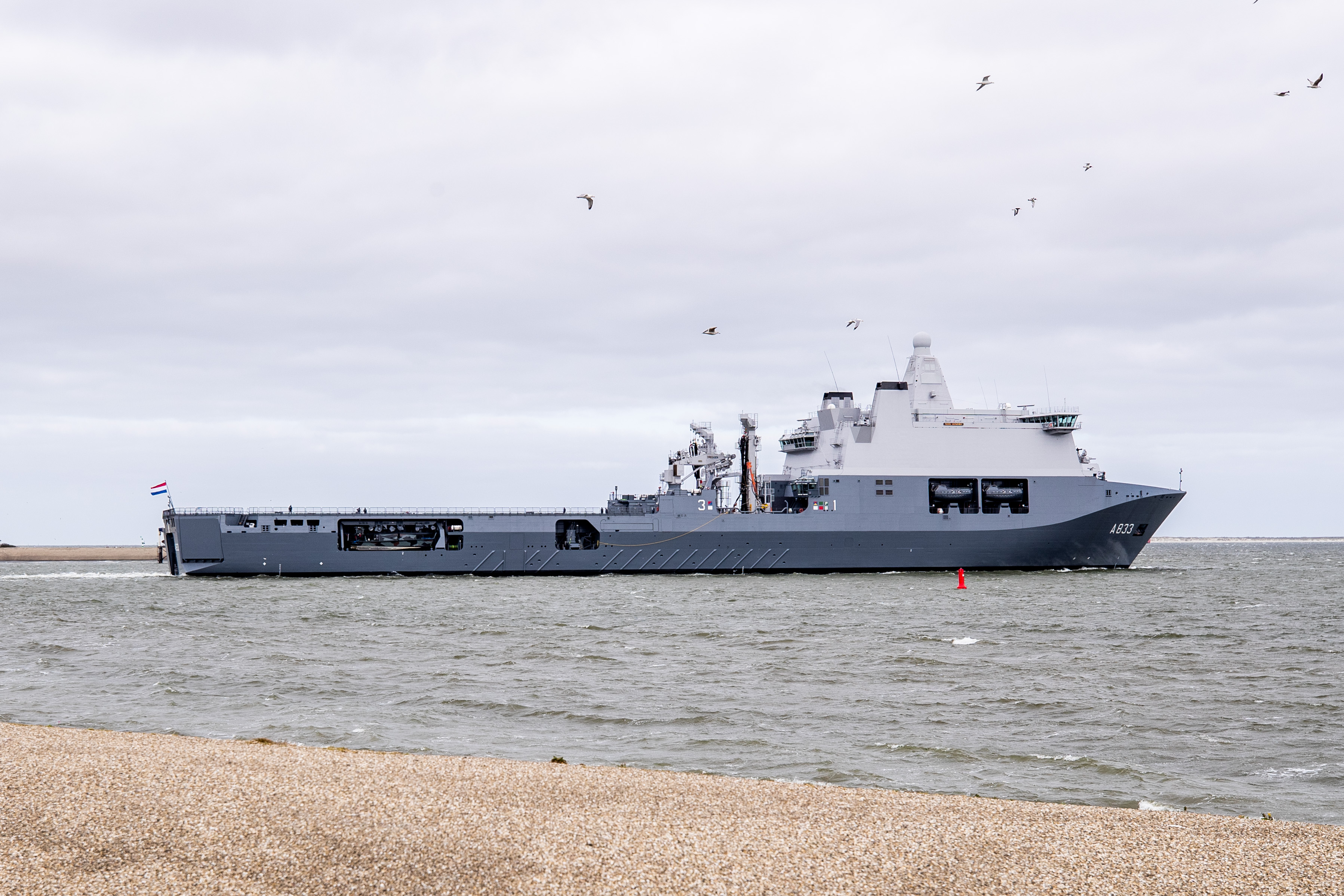
Karel Doorman v Karibiku v roce 2020

Výzbroj tvoří dva obranné systémy Goalkeeper, dvě zbraňové stanice s 30mm kanóny a čtyři 12,7mm kulomety. Pro manipulaci s těžkým nákladem loď nese jeřáb. Je vybavena palubní nemocnicí se dvěma operačními sály. Na zádi se nachází přistávací plocha se dvěma pozicemi pro operace vrtulníků. Kapacita hangáru činí šest středních vrtulníků. Plavidlo má diesel-elektrický pohon. Nejvyšší rychlost dosahuje 18 uzlů. Dosah je 10 000 námořních mil při rychlosti 15 uzlů.

### Modernizace

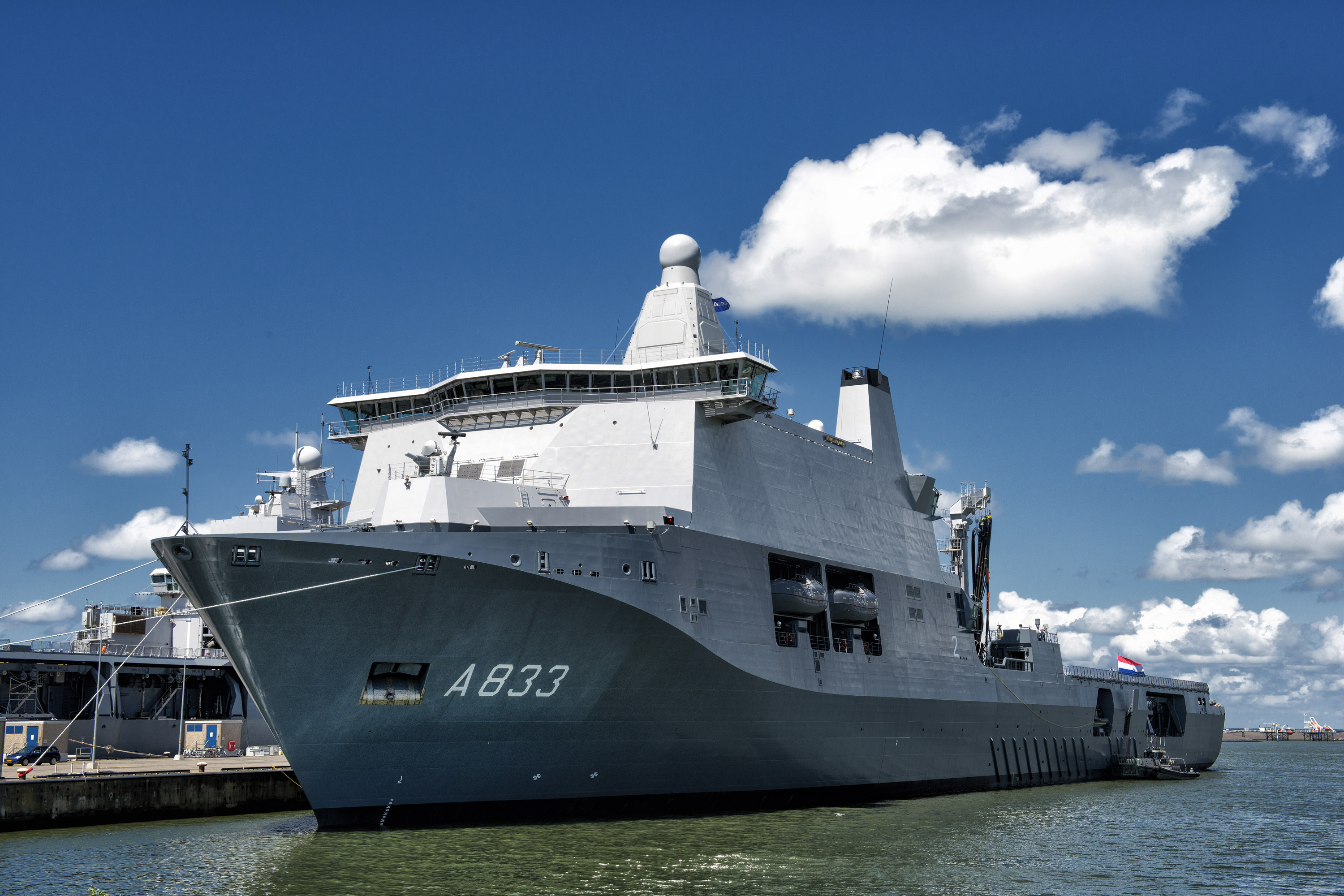
Karel Doorman

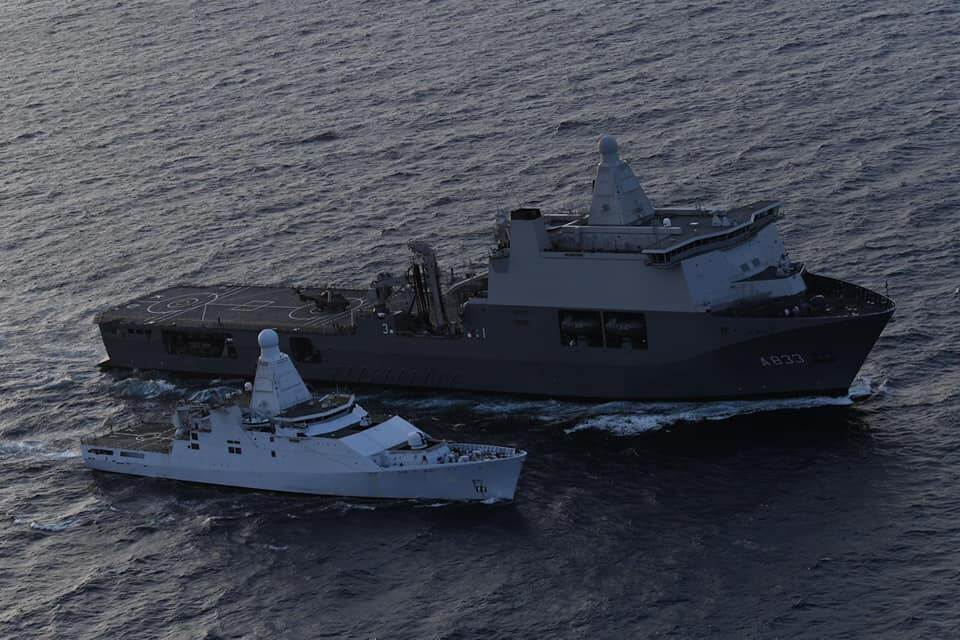
Karel Doorman a oceánská hlídková loď Zr. Ms. Zeeland

Střednědobá modernizace plavidla byla původně plánována na roky 2027–2028. Později bylo rozhodnuto rozdělit i na dvě dílčí modernizace, které budou uskutečněny během údržby v letech 2025 a 2032. Tím má být zkrácena doba plavidla mimo službu. V rámci první modernizace je plánováno zlepšených obranných schopností plavidla náhradou obou dosavadních kompletů Goalkeeper jedním 76mm kanónem a jedním raketovým kompletem RIM-116 Rolling Airframe Missile.

## Operační služba
Od listopadu 2014 do ledna 2015 byla loď vyslána do oblastí západní Afriky kde vypukla epidemie Eboly. Zajímavostí je, že se tak stalo před samotným přijetím plavidla do operační služby.
V dubnu 2020 byla loď odeslána do Karibiku, aby se zapojila do boje s pandemií covidu-19.